# دهستان افشاریه
دهستان افشاریه دهستانی در بخش خرمدشت شهرستان تاکستان در استان قزوین ایران است. از ایل افشار هستند از شمال به تاکستان جنوب به آبگرم شرق به دانسفهان غرب به ضیاآباد محدود است بر پایه سرشماری عمومی نفوس و مسکن در سال ۱۳۹۵ جمعیت این دهستان ۷۲۶۲ نفر (در ۲۳۷۹ خانوار) بوده‌است. مردم افشاریه به زبان ترکی آذربایجانی تکلم می‌کنند. مرکز این دهستان روستای رحیم‌آباد است.